# Nicolas Bonnal (écrivain)
Pour les articles homonymes, voir Nicolas Bonnal et Bonnal.
Nicolas Bonnal, également connu sous le nom de plume de Nicolas Pérégrin, né le 23 novembre 1961 à Tunis, est un journaliste et essayiste français.

## Biographie

### Carrière
Nicolas Bonnal est élève au lycée Louis-le-Grand en 1979, étudiant à l’Institut d'études politiques de Paris en 1985-87 — il est alors un des responsables du Groupe union défense (GUD) — puis obtient un diplôme d'études approfondies ès lettres en 1986.
Rédacteur à L'Idiot international de 1990 à 1993, il participe à l’émission à scandales Ciel, mon mardi ! de Christophe Dechavanne le 6 février 1990. L'animateur le qualifie l'année suivante d'esprit « assez brillant et très torturé » dans La Fièvre du samedi soir.
Auteur de plusieurs ouvrages sur des sujets sociétaux, politiques et artistiques, il écrit notamment sur Tolkien, François Mitterrand et Jean-Jacques Annaud.
En 1996, il publie La damnation des stars chez Filipacchi.
En 1997, il publie des articles dans l'hebdomadaire britannique The European (traductions de John Laughland).
En 2001, il assiste au tournage du film Stalingrad de Jean-Jacques Annaud et publie chez Michel de Maule une monographie sur ce cinéaste : Jean-Jacques Annaud : un cinéaste sans frontières. Il raconte le tournage de ce film en Allemagne, à Cottbus, sur le site jjannaud.com.
Nicolas Bonnal part vivre en Amérique du Sud à Iguazu pendant plus de cinq ans (2004-2009). En 2007, il publie Les Mirages de Huaraz & autres contes latinos. L'ouvrage est traduit en ukrainien par Tatiana Popova-Mozovska, qui devient sa femme, puis publié dans Vsesvit (en), la principale revue littéraire ukrainienne.
Il collabore par ailleurs à plusieurs périodiques dont Le Libre Journal de la France courtoise, Les 4 Vérités Hebdo et Contrelittérature ainsi qu'au site internet Boulevard Voltaire.
Nicolas Bonnal a aussi travaillé pour la revue Liberté politique (revue des images) et l'hebdomadaire catholique Famille chrétienne (chroniques TV).
Dans ses vidéos et essais il s'est positionné en opposition aux mesures de lutte contre la pandémie de Covid-19.

### Mitterrand et l'ésotérisme
Après la mort de François Mitterrand, Nicolas Bonnal montre, dans son livre Mitterrand, le grand initié (1996), que ce dernier se passionnait pour les sujets ésotériques et faisait montre d'une connaissance poussée du symbolisme occulte dans les grands travaux qu'il mena à bien pendant sa longue présidence. Bonnal soutient que l'intérêt que Mitterrand portait aux idées marginales fait de lui davantage un adepte du Nouvel Âge qu'un occultiste mais que la distinction est souvent ténue.

### Internet, la nouvelle voie initiatique
Alors que, selon la sociologue Céline Bryon-Portet, certains francs-maçons voient dans le réseau Internet une continuité avec le réseau humain et institutionnel que constitue la franc-maçonnerie, Nicolas Bonnal, à l'inverse, « a vu dans le pouvoir démiurgique du réseau informatique créateur de mondes virtuels – qu'il compare à celui du Grand Architecte de l'Univers –, une « technognose » ouvrant sur une nouvelle voie initiatique ».

## Œuvres
- Mitterrand, le grand initié : les tentations ésotériques d'un président : essai d'investigation symbolique, éd. Claire Vigne, 1995,  (ISBN 2-84193-009-2), (BNF 37019978) ;
  - rééd. sous le titre Mitterrand le grand initié, éd. Albin Michel, 2001,  (ISBN 2-226-12613-9), (BNF 37637793) ;
  - rééd. sous le titre Mitterrand, grand initié, éd. Dualpha, 2007,  (ISBN 978-2-35374-049-9), (BNF 41150856).
- Avec Isabelle Bonnal,  Lancelot et la reine, chevalerie hyperboréenne et féminité, éditions Claire Vigne, 1996,  (ISBN 978-2841930418)
- La Damnation des stars, éditions Filipacchi, 1997,  (ISBN 2-850-18383-0), (BNF 35816438).
- Le Coq hérétique : autopsie de l'exception française, Les Belles Lettres, 1997,  (ISBN 2-251-44118-2), (BNF 36969387).
- Tolkien : les univers d'un magicien, Les Belles Lettres, 1998,  (ISBN 2-251-44137-9), (BNF 36716307).
- Internet, la nouvelle voie initiatique, Les Belles Lettres, 2000,  (ISBN 2-251-44168-9), (BNF 37636881).
- Les Territoires protocolaires : roman, éd. Michel de Maule, 2001,  (ISBN 2-87623-098-4), (BNF 38928993).
- Jean-Jacques Annaud : un cinéaste sans frontières, éd. Michel de Maule, 2001,  (ISBN 2-87623-097-6), (BNF 37703738) ;
  - rééd. Les Belles Lettres, 2005,  (ISBN 978-2251441849).
- Les Prophéties de Nostradamus, Presses du Châtelet, 336 p., 2002,  (ISBN 2845920377).
- Le Voyageur éveillé, Les Belles Lettres, 2002,  (ISBN 2-251-44223-5), (BNF 38920604).
- Les Mirages de Huaraz & autres contes latinos, éd. Michel de Maule, 2007,  (ISBN 978-2-87623-209-9), (BNF 41124669).
- Mal à droite. Lettre ouverte à la vieille race blanche et à la droite, fille de joie, éd. Michel de Maule, 2011,  (ISBN 978-2-87623-279-2), (BNF 43533174).
- Ridley Scott et le cinéma rétrofuturiste, éd. Dualpha, février 2014,  (ISBN 978-2-35374-259-2).
- Les Mystères de Stanley Kubrick : Une approche culturelle et critique, éd. Dualpha, octobre 2014,  (ISBN 978-2-35374-270-7).
- Le Paganisme au cinéma : Mondes païens, épopées, contes de fées..., éd. Dualpha, août 2015,  (ISBN 978-2-35374-287-5).
- La Chevalerie hyperboréenne et le Graal, éd. Dualpha, février 2016,  (ISBN 978-2-35374-303-2).
- Donald Trump, le candidat du chaos, éd. Dualpha, avril 2016,  (ISBN 978-2-35374-307-0).
- Le Salut par Tolkien - Eschatologie Occidentale et Ressourcement Littéraire, éd. Avatar, octobre 2016,  (ISBN 978-1-90784-737-0).
- Internet et les secrets de la mondialisation, Amazon, 118 p., 2017  (ISBN 978-1520947747).
- Les grands écrivains et la conspiration, Amazon, 250 p., 2017  (ISBN 978-1-52069-052-0).
- Cinémas japonais et allemand : une vision mythologique, Amazon, 177 p., 2017  (ISBN 978-1521473559).
- Les secrets de Cassien: Christianisme traditionnel et développement personnel, Amazon, 101 p., 2017  (ISBN 978-1549916557).
- La Culture comme arme de destruction massive, Amazon, 167 p., 2017,  (ISBN 978-1521231326).
- Pourquoi de Gaulle adorait la Russie : Suivi de Chroniques anti-globales, Independently Published [Amazon], 163 p., 2017  (EAN 978-1973503507)
- Internet et le déclin démocratique, Amazon, 211 p., 2018,  (ISBN 978-1980955856).
- De Sénèque à Montaigne, Amazon, 116 p., 2018,  (ISBN 978-1717974471).
- Guénon, Bernanos et les Gilets Jaunes, Amazon, 236 p., 2019,  (ISBN 978-1090563538).
- Si quelques résistants… Coronavirus et servitude volontaire, Amazon, 119 p., 2020,  (ISBN 979-8696129563).
- (Avec Tetyana Popova-Bonnal), La comédie musicale américaine : les symbolismes d’un âge d’or, Amazon, 316 p., 2020,  (ISBN 979-8567845752).
- (Avec Tetyana Popova-Bonnal), Philip Kindred Dick et le Grand Reset : Visions et amertumes, Amazon, 139 p., 2021,  (ISBN 979-8514602674).
- Le Grand Reset et la guerre du vaccin, Amazon, 270 p., 2021,  (ISBN 979-8540364430).
- (Avec Tetyana Popova-Bonnal), Livre de prières orthodoxes: Avec Psaumes et Tropaires, traduction d'Alexandre Stourdza, Amazon, 584 p., 2021,  (ISBN 979-8544735618).
- (Avec Alexandre Karadimas et Patrick Reymond), Grand Reset et grand effondrement, Amazon, 129 p., 2021.

### Préfaces
- Mémoires inachevés de Serge de Beketch, éditions Les Vilains Hardis, 2009.  (ISBN 978-2952842907)
- Le Voyageur du Cœur d'Anthony Puric, éditions Le Solitaire, 2013.  (ISBN 978-2-364070684)